# نيك ليم
نيك ليم (بالهولندية: Nick Lim)‏ (22 يوليو 1998 - ) هو لاعب كرة قدم هولندي في مركز الدفاع. لعب مع نادي أوترخت.

## وصلات خارجية
- نيك ليم على موقع قاعدة بيانات كرة القدم.إي يو (الإنجليزية)
- نيك ليم على موقع Soccerway.com (الإنجليزية)
- نيك ليم على موقع عالم كرة القدم.نت (الإنجليزية)